# 更年期角化病
更年期角化病（英語：keratoderma climactericum）是更年期女性掌跖部（手掌和足底）发生角化过度的皮肤病。

## 病因与治疗
更年期角化病可能与雌激素分泌减少有关，因此可以尝试使用雌激素治疗。